# Notre jour viendra
Notre jour viendra és una pel·lícula francesa del 2010 coescrita i dirigida per Romain Gavras i coprotagonitzada per Vincent Cassel, que també n'és productor. El títol de la pel·lícula està inspirat en el lema dels republicans nord-irlandesos Tiocfaidh ár lá.

## Argument
Rémy (Barthélémy) és un jove pèl-roig que viu al nord-oest de França quan coneix Patrick (Cassel), un heterodox psiquiatre amb qui enceta un viatge sense destí predeterminat en un Porsche roig. Patrick i Rémy no tenen llengua, ni país ni exèrcit: són pèl-rojos. Junts lluitaran contra el món i la seva moral en una cerca caòtica de llibertat, fins que decideixen anar-se'n a Irlanda imaginant que els pèl-rojos hi són ben considerats.

## Repartiment
- Vincent Cassel: Patrick
- Olivier Barthélémy: Rémy
- Justine Lerooy : Natacha
- Vanessa Decat: Vanessa
- Boris Gamthety: Serge
- Rodolphe Blanchet: Joël
- Chloé Catoen: nena pèl-roja
- Sylvain Le Mynez: ostatge
- Pierre Boulanger: recepcionista
- Julie Vergult: Léa
- Mathilde Braure: mare de Rémy
- Camille Rowe: jove anglesa 1
- Joséphine de La Baume: jove anglesa 2
- Alexandra Dahlström: jove anglesa 3